# 667
667 (DCLXVII) var ett normalår som började en fredag i den julianska kalendern.

## Händelser

### Okänt datum
- Daysanfloden översvämmar Edessa i Mesopotamien.
- Staden Oderzo förstörs av langobarder.

## Födda
- Zhang Shuo

## Avlidna
- Benjamin, koptisk-ortodox påve och patriark av Alexandria
- Su Dingfang